# Beverley Whitfield
Beverley Joy Whitfield (Wollongong, 15 giugno 1954 – Shellharbour, 20 agosto 1996) è stata una nuotatrice australiana.
Specializzata nella rana ha vinto la medaglia d'oro nei 200 m rana e il bronzo nei 100 m ai Giochi olimpici di Monaco 1972.

## Palmarès
- Olimpiadi
  - Monaco 1972: oro nei 200 m rana e bronzo nei 100 m rana.
- Giochi del Commonwealth Britannico
  - 1970 - Edimburgo: oro nei 100 m e 200 m rana e nella staffetta 4x100 m misti.